# FC Mordovia Saransk
FC Mordovia Saransk (rusă ФК Мордовия Саранск) este un club de fotbal din Saransk, Mordovia, Rusia. Echipa poartă această denumire începând cu anul 2005. Clubul joacă pe Stadionul Start, având o capacitate de 11.580 de locuri. Echipa a obținut promovarea în Prima Ligă Rusă în anul 2012 pentru prima oară în istorie, dar nu a rezistat și a retrogradat înapoi în liga secundă.

## Lotul sezonului 2013-2014
La data de 1 septembrie 2013.
| Nr. |            | Poziție | Jucător             |
| --- | ---------- | ------- | ------------------- |
| 1   | Rusia      | P       | Dmitry Abakumov     |
| 2   | Rusia      | F       | Maksim Budnikov     |
| 3   | Rusia      | F       | Dmitri Golubev      |
| 5   | Rusia      | F       | Ismail Ediyev       |
| 6   | Rusia      | F       | Vladimir Ponomaryov |
| 7   | Rusia      | M       | Sergei Vaganov      |
| 8   | Rusia      | M       | Anton Bobyor        |
| 9   | Rusia      | A       | Rustem Mukhametshin |
| 10  | Rusia      | A       | Dmitri Kirichenko   |
| 11  | Rusia      | M       | Maksim Rogov        |
| 12  | Muntenegru | F       | Vladimir Božović    |
| 13  | Rusia      | A       | Mikhail Markin      |
| 15  | Rusia      | M       | Aleksandr Dimidko   |

| Nr. |                   | Poziție | Jucător             |
| --- | ----------------- | ------- | ------------------- |
| 16  | Rusia             | P       | Anton Kochenkov     |
| 18  | Rusia             | M       | Vadim Gagloyev      |
| 19  | Republica Moldova | M       | Alexandru Suvorov   |
| 23  | Rusia             | A       | Ruslan Mukhametshin |
| 24  | Rusia             | M       | Andrei Pazin        |
| 34  | Rusia             | M       | Igor Krutov         |
| 35  | Georgia           | F       | Akaki Khubutia      |
| 40  | Serbia            | F       | Milan Perendija     |
| 48  | Rusia             | A       | Yevgeni Lutsenko    |
| 50  | Rusia             | F       | Aleksandr Strokov   |
| 73  | Rusia             | M       | Maksim Terentyev    |
| 88  | Rusia             | M       | Aleksei Ivanov      |
| 95  | Rusia             | P       | Roman Kalyuzhny     |

## Antrenori
- Yuri Utkin (Martie 2005–Decembrie 2008)
- Fyodor Shcherbachenko (Ianuarie 2009–Noiembrie 2012)
- Vladimir Bibikov (interimar) (Noiembrie 2012–Decembrie 2012)
- Dorinel Munteanu (Decembrie 2012–Iulie 2013)
- Yuriy Maksymov (Iulie 2013–)